# Givry-en-Argonne
Givry-en-Argonne is een gemeente in het Franse departement Marne (regio Grand Est) en telt 491 inwoners (1999). De plaats maakt deel uit van het arrondissement Châlons-en-Champagne.

## Geografie
De oppervlakte van Givry-en-Argonne bedraagt 7,6 km², de bevolkingsdichtheid is 64,6 inwoners per km².
De onderstaande kaart toont de ligging van Givry-en-Argonne met de belangrijkste infrastructuur en aangrenzende gemeenten.

## Demografie
Onderstaande figuur toont het verloop van het inwonertal (bron: INSEE-tellingen).